# Lawrence Welk
Lawrence Welk (Strasburg, 11 marzo 1903 – Santa Monica, 17 maggio 1992) è stato un musicista, direttore d'orchestra, showman e produttore televisivo statunitense.
Come direzione orchestrale, uno dei suoi cavalli di battaglia è la canzone a ritmo di mambo beat del 1953 Sway.
Suoi brani musicali sono inclusi nella colonna sonora del film drammatico del 1987 Good Morning, Vietnam e il suo nome è iscritto fra quelli delle celebrità della Hollywood Walk of Fame, al numero 6613 dell'Hollywood Boulevard.
Suonatore di accordéon, è conosciuto per aver diretto dal 1955 al 1982 un proprio show televisivo a carattere prettamente musicale intitolato The Lawrence Welk Show attraverso il quale sono stati lanciati artisti destinati ad acquisire fama internazionale, come la cantante di musica latina Anacani Echevarria.
Ha partecipato anche a diverse altre trasmissioni radiotelevisive di successo creando uno stile di intrattenimento per il quale è stato coniato il cliché di champagne music.

## Biografia

### Infanzia
Nato nella cittadina di Strasburg, era l'ottavo di nove figli nati da una famiglia di agricoltori emigranti di origine tedesca e di religione cattolica provenienti dall'Alsazia-Lorena (via Odessa, Ucraina), la prima infanzia in una sorta di accampamento situato alla periferia della città, oggi centro dell'attenzione per i turisti. La famiglia Welk vi trascorse un anno patendo le intemperie del freddo inverno del North Dakota.

### Inizio carriera
Una volta cresciuto, Welk decise di non proseguire l'attività del padre ma di dedicarsi alla musica. Dietro la promessa di continuare il lavoro nei campi fino all'età di ventuno anni, riuscì a convincere il padre a prestargli 400 dollari per acquistare un accordéon. Ogni somma di denaro da lui acquisita, sia lavorando in fattoria, sia tenendo uno spettacolo pubblico, avrebbe contribuito al sostentamento della famiglia.
Welk - che imparò la lingua inglese solo a 21 anni, poiché a casa veniva parlata solo la lingua tedesca - mantenne nel tempo un accento germanico. Quando, più avanti, gli veniva chiesto conto delle sue origini, sosteneva di provenire dall'Alsazia-Lorena, in Germania.
A convincerlo a parlare correntemente la lingua inglese - specie quando, durante gli spettacoli, si rivolgeva agli spettatori - sarebbe stato poi negli anni quaranta l'impresario di un teatro di Milwaukee, che gli promise in cambio un compenso maggiore.
Negli anni venti suonò con i gruppi musicali Luke Witkowski, Lincoln Boulds e George T. Kelly, prima di iniziare a guidare una propria orchestra.
Guidò big band in North Dakota e nel Dakota del Sud, fra cui gli Hotsy Totsy Boys e, successivamente, la Honolulu Fruit Gum Orchestra, oltre che l'orchestra della popolare stazione radio WNAX, sita a Yankton, South Dakota.
Nel 1927, a ventiquattr'anni di età, si diplomò alla MacPhail School of Music di Minneapolis, Minnesota.
Sebbene poco apprezzato nell'ambiente dei musicisti jazz, Welk registrò nel novembre 1928 con la Novelty Orchestra brani di notevole interesse con uno stile particolare denominato Spiked Beer dalla casa discografica Gennett Records di base nell'Indiana.

### Anni trenta e quaranta
Negli anni trenta Welk fu alla guida di una big band itinerante specializzata in un repertorio di musiche da ballo e musica di genere sweet. Inizialmente, la band si spostava da una città all'altra in auto entro le quali i componenti, a causa delle scarse risorse finanziarie di cui disponevano, si adattavano a trascorrere le notti, utilizzandole anche come guardaroba per cambiarsi d'abito.
Il termine Champagne Music nacque da un curioso episodio accaduto al William Penn Hotel di Pittsburgh, dove un ballerino ebbe a commentare favorevolmente la freschezza del suono dell'orchestra definendolo «leggero e spumeggiante al pari dello champagne».
L'orchestra di Welk in quel periodo tenne spettacoli in diversi stati USA, in particolare nelle aree intorno a Chicago e Milwaukee.
In principio di anni quaranta il complesso, forte di un contratto decennale, iniziò a tenere spettacoli, anche davanti a settemila persone per volta, alla Trianon Ballroom di Chicago, con - sul finire del decennio - partecipazioni anche in spettacoli al Roosevelt Hotel di New York.
Nel 1944 e nel 1945, quando il secondo conflitto mondiale volgeva ormai al termine, Welk e la sua orchestra furono impegnati nel settore del suono in diverse produzioni per il cinema.

### Morte
Morì a 89 anni di broncopolmonite nel 1992. È sepolto all'Holy Cross Cemetery di Culver City (California).

## Discografia
Album
- 1951 – On Moonlight Bay (Coral Records, CRL 56043) a nome Lawrence Welk and His Champagne Music
- 1952 – Songs About My Extraordinary Gal and Her Friends (Coral Records, CRL 56045) a nome Lawrence Welk and His Champagne Music
- 1953 – Souvenir Album (Coral Records, CRL 56088) a nome Lawrence Welk and His Champagne Music
- 1953 – Pick-a-Polka! (Coral Records, CRL 57067) a nome Lawrence Welk and His Champagne Music
- 1953 – Nimble Fingers (Coral Records, CRL 56101) a nome Lawrence Welk and His Champagne Music
- 1954 – Viennese Waltzes for Dancing (Coral Records, CRL 56120) a nome Lawrence Welk and His Champagne Music
- 1955 – Lawrence Welk and His Sparkling Strings (Coral Records, CRL 57011) a nome Lawrence Welk and His Sparkling Strings
- 1955 – Lawrence Welk and His Champagne Music Introduces the Girl Friends (Coral Records, CRL 57023) a nome Lawrence Welk and His Champagne Music
- 1955 – TV Favorites (Coral Records, CRL 57025) a nome Lawrence Welk and His Champagne Music
- 1955 – Lawrence Welk's Polka Party (Decca Records, DL 8213) a nome Lawrence Welk and His Champagne Music
- 1956 – Shamrocks and Champagne (Coral Records, CRL 57036) a nome Lawrence Welk and His Champagne Music
- 1956 – Bubbles in the Wine (Coral Records, CRL 57038) a nome Lawrence Welk and His Champagne Music
- 1956 – The Champagne Magic of Lawrence Welk (Epic Records, LN 3247) a nome Lawrence Welk
- 1956 – Say It with Music (Coral Records, CRL 57041) a nome Lawrence Welk and His Champagne Music
- 1956 – Around We Go...! (Decca Records, DL 8323) a nome Lawrence Welk and His Champagne Music
- 1956 – Welktime (Decca Records, DL 8324) a nome Lawrence Welk and His Champagne Music
- 1956 – Fun with Lawrence Welk (Epic Records, LN 3248) a nome Lawrence Welk and His Orchestra
- 1956 – Lawrence Welk at Madison Square Garden (Coral Records, CRL 57066) a nome Lawrence Welk
- 1956 – Moments to Remember (Coral Records, CRL 57068) a nome Lawrence Welk and His Sparkling Strings
- 1956 – Champagne Pops Parade (Coral Records, CRL 57078) a nome Lawrence Welk and His Champagne Music
- 1956 – Music for Polka Lovers (Mercury Records, MG 20091) a nome Lawrence Welk and His Champagne Music
- 1956 – Dance Party (Mercury Records, MG 20092) a nome Lawrence Welk and His Orchestra
- 1956 – Merry Christmas from Lawrence Welk and His Champagne Music (Coral Records, CRL 57093) a nome Lawrence Welk and His Champagne Music
- 1956 – Play the Music of Walt Disney (Coral Records, CRL 57094) a nome Lawrence Welk and His Champagne Music
- 1957 – The Stars Visit Lawrence Welk (Coral Records, CRL 57107) a nome Lawrence Welk and His Champagne Music
- 1957 – Show Time (Coral Records, CRL 57111) a nome Lawrence Welk and His Champagne Music
- 1957 – The World's Finest Music As Interpreted by Lawrence Welk (Coral Records, CRL 57113) a nome Lawrence Welk
- 1957 – Waltz with Lawrence Welk (Coral Records, CRL 57119) a nome Lawrence Welk and His Champagne Music
- 1957 – Lawrence Welk Favorites (Coral Records, CRL 57139) a nome Lawrence Welk and His Champagne Music
- 1957 – Lawrence Welk Plays Dixieland (Coral Records, CRL 57146) a nome Lawrence Welk Plays Dixieland
- 1957 – Champagne and Roses (Coral Records, CRL 57148) a nome Lawrence Welk and His Champagne Music
- 1957 – Battle of Bands (Camay Records, CA 3006) a nome Lawrence Welk, Frankie Carle
- 1957 – Jingle Bells (Coral Records, CRL 57186) a nome Lawrence Welk and His Champagne Music
- 1957 – Songs of Faith (Coral Records, CRL 57191) a nome Lawrence Welk
- 1958 – With a Song in My Heart (Coral Records, CRL 57147) a nome Lawrence Welk and His Champagne Music
- 1958 – A Musical Trip to Latin America with Lawrence Welk (Coral Records, CRL 57187) a nome Lawrence Welk and His Champagne Music
- 1958 – Champagne Dancing Party (Coral Records, CRL 57226) a nome Lawrence Welk and His Champagne Music
- 1959 – Lawrence Welk Featuring Alice Lon (Coral Records, CRL 57261) a nome Lawrence Welk and His Champagne Music Featuring Alice Lon
- 1959 – Lawrence Welk Featuring The Lennon Sisters (Coral Records, CRL 57262) a nome Lawrence Welk and His Champagne Music Featuring The Lennon Sisters
- 1959 – Mr. Music Maker (Dot Records, DLP 3164/25164) a nome Lawrence Welk
- 1959 – Lawrence Welk and His Champagne Music Featuring Larry Hooper (Coral Records, CRL 57260) a nome Lawrence Welk and His Champagne Music Featuring Larry Hooper
- 1959 – A-One A-Two---! This Is Lawrence Welk (Coral Records, CX-3) a nome Lawrence Welk, raccolta 2 LP
- 1959 – TV Western Theme Songs (Coral Records, CRL 57267/757267) a nome Lawrence Welk, raccolta
- 1959 – The Voices and Strings of Lawrence Welk (Dot Records, DLP-3200/25200) a nome Lawrence Welk
- 1959 – Dance Party (Mercury Wing Records, MGW12119/SRW 16119) a nome Lawrence Welk and His Orchestra
- 1959 – Lawrence Welk Glee Club (Dot Records, DLP 3218) a nome Lawrence Welk Glee Club
- 1959 – Dance with Lawrence Welk (Dot Records, DLP 3224/25224) a nome Lawrence Welk
- 1959 – Lawrence Welk Presents Great American Composers (Dot Records, DLP 3238/25238) a nome Lawrence Welk
- 1959 – Lawrence Welk Presents the Great Overtures in Dance Time (Dot Records, DLP 3247/25247) a nome Lawrence Welk
- 1960 – I'm Forever Blowing Bubbles (Dot Records, DLP 3248/25248) a nome Lawrence Welk
- 1960 – Songs of the Islands (Dot Records, DLP 3251/25251) a nome Lawrence Welk Featuring Buddy Merrill
- 1960 – Strictly for Dancing (Dot Records, DLP 3274/25274) a nome Lawrence Welk
- 1960 – To Mother (Dot Records, DLP 3284/25284) a nome Lawrence Welk and His String Ensemble
- 1960 – A Lawrence Welk Stereo Special: Sweet and Lovely (Dot Records, DLP 3296/25296) a nome Lawrence Welk
- 1960 – My Golden Favorites (Coral Records, CRL 57353) a nome Lawrence Welk and His Champagne Music, raccolta
- 1960 – Polkas (Dot Records, DLP 3302/25302) a nome Lawrence Welk Featuring Myron Floren
- 1960 – Lawrence in Dixieland (Dot Records, DLP 3317/25317) a nome Lawrence Welk
- 1960 – Last Date (Dot Records, DLP 3350/25350) a nome Lawrence Welk and His Orchestra
- 1961 – The Champagne Music of Lawrence Welk (Dot Records, DLP 3342/25342) a nome Lawrence Welk
- 1961 – Calcutta! (Dot Records, DLP 3359/25359) a nome Lawrence Welk
- 1961 – My Golden Favorites (Coral Records, CRL 57353)
- 1961 – Aragon Trianon Memories (Mercury Records, MGW 12214/SRW 16214) a nome Lawrence Welk
- 1961 – Yellow Bird (Dot Records, DLP 3389/25389) a nome Lawrence Welk
- 1961 – 75 Years of Great American Music (Dot Records, 75395) a nome Lawrence Welk
- 1961 – Silent Night (And 13 Other Best Loved Christmas Songs) (Dot Records, 3397/25397) a nome Lawrence Welk
- 1961 – Moon River (Dot Records, DLP 3412/25412) a nome Lawrence Welk
- 1962 – Young World (Dot Records, DLP 3428/25428) a nome Lawrence Welk
- 1962 – Sing-A-Long Party (Dot Records, DLP 3432/25432) a nome Lawrence Welk
- 1962 – Lawrence Welk's Baby Elephant Walk and Theme from the Brothers Grimm (Dot Records, DLP 3457/25457) a nome Lawrence Welk
- 1962 – Double Shuffle (Dot Records, DLP 3318/25318) a nome Lawrence Welk and His Orchestra
- 1963 – Waltz Time (Dot Records, DLP 3499/25499) a nome Lawrence Welk
- 1963 – 1963's Early Hits (Dot Records, DLP 3510/25510) a nome Lawrence Welk
- 1963 – Scarlett O'Hara (Dot Records, DLP 3528/25528) a nome Lawrence Welk
- 1963 – A Tribute to the All-Time Greats (Dot Records, DLP 3544/25544) a nome Lawrence Welk
- 1963 – Wonderful! Wonderful! (Dot Records, DLP 3552/25552) a nome Lawrence Welk
- 1964 – Play Songs Everybody Knows (Coral Records, CRL 57439/757439) a nome Lawrence Welk and His Champagne Music
- 1964 – Early Hits of 1964 (Dot Records, DLP 3572/25572) a nome Lawrence Welk and His Orchestra
- 1964 – The Lawrence Welk Television Show 10th Anniversary (Dot Records, DLP 3591/25591) a nome Lawrence Welk
- 1964 – The Best of Lawrence Welk (Coral Records, CXB 5) a nome Lawrence Welk, raccolta 2 LP
- 1964 – The Golden Millions (Dot Records, DLP 3611/25611) a nome Lawrence Welk
- 1965 – My First of 1965 (Dot Records, DLP 3616/25616) a nome Lawrence Welk and His Orchestra
- 1965 – Apples and Bananas (Dot Records, DLP 3629/25629) a nome Lawrence Welk and His Orchestra
- 1965 – The Happy Wanderer (Dot Records, DLP 3653/25653) a nome Lawrence Welk
- 1965 – Today's Great Hits (Dot Records, DLP 3663/25663) a nome Lawrence Welk
- 1966 – Champagne on Broadway (Dot Records, DLP 3688/25688) a nome Lawrence Welk
- 1966 – Lawrence Welk & Johnny Hodges (Dot Records, DLP 3682/25682) a nome Lawrence Welk & Johnny Hodges
- 1966 – Vintage Champagne "Great Original Recordings" (Harmony Records, HL 7394/HS 11194) a nome Lawrence Welk and His Orchestra
- 1966 – Country Music's Great Hits (Dot Records, DLP 3725/25725) a nome Lawrence Welk
- 1966 – More Champagne Music (Dot Records, DLP 3772/25772) a nome Lawrence Welk
- 1966 – Winchester Cathedral (Dot Records, DLP 3774/25774) a nome Lawrence Welk
- 1967 – Lawrence Welk's Hits Of Our Time (Dot Records, DLP 3790/25790) a nome Lawrence Welk
- 1967 – Golden Hits: The Best of Lawrence Welk (Dot Records, DLP 3812/25812) a nome Lawrence Welk, raccolta
- 1967 – Swings the Classics (Dot Records, DLP 3819/25819) a nome Lawrence Welk
- 1968 – Love Is Blue (Ranwood Records, R/RLP-8003) a nome Lawrence Welk
- 1968 – To America with Love (Ranwood Records, R/RLP-8030) a nome Lawrence Welk
- 1968 – The Lawrence Welk Singers and Orchestra (Ranwood Records, R/RLP-8034) a nome The Lawrence Welk Singers
- 1968 – You'll Never Walk Alone (Pickwick Records, SPC-3116) a nome Lawrence Welk
- 1969 – If You Were the Only Girl in the World (Pickwick Records, SPC-3143) a nome Lawrence Welk
- 1969 – Memories (Ranwood Records, R/RLP-8044) a nome Lawrence Welk
- 1969 – Champagne Dance Party (Harmony Records, HS 11301) a nome Lawrence Welk
- 1969 – Champagne Polkas (Vocalion Records, VL 73865) a nome Lawrence Welk and His Orchestra
- 1969 – Galveston (Ranwood Records, R/RLP-8049) a nome Lawrence Welk
- 1969 – Plays I Love You Truly and Other Songs of Love (Ranwood Records, R/RLP-8053) a nome Lawrence Welk
- 1969 – Jean (Ranwood Records, R/RLP-8060) a nome Lawrence Welk
- 1970 – Favorites from the Golden 60's (Ranwood Records, R/RLP 8068) a nome Lawrence Welk
- 1970 – Lawrence Welk Plays Jerome Kern and Other Great Composers (Ranwood Records, R/RLP 8077) a nome Lawrence Welk
- 1970 – Lawrence Welk's Champagne Strings (Ranwood Records, R/RLP 8079) a nome Lawrence Welk
- 1970 – Candida (Ranwood Records, R/RLP 8083) a nome Lawrence Welk
- 1971 – No, No, Nanette (Ranwood Records, R/RLP 8087) a nome Lawrence Welk
- 1971 – Go Away Little Girl (Ranwood Records, R/RLP 8081) a nome Lawrence Welk
- 1972 – Reminiscing (Ranwood Records, R-5001) a nome Lawrence Welk, raccolta 2 LP
- 1973 – The Big Band Sound of Lawrence Welk (Ranwood Records, R 8114) a nome Lawrence Welk
- 1973 – Lawrence Welk and His TV Family Sing and Play Songs of Love (Ranwood Records, 2P 6057) a nome Lawrence Welk
- 1974 – Lawrence Welk Plays His Favorites from That's Entertainment (Ranwood Records, R 8130) a nome Lawrence Welk
- 1975 – Lawrence Welk Celebrates 25 Years on Television (Ranwood Records, R 8145) a nome Lawrence Welk
- 1976 – The Best of Lawrence Welk: 20 Great Hits (Ranwood Records, R 8162) a nome Lawrence Welk, raccolta
- 1976 – Nadia's Theme (Ranwood Records, R 8165) a nome Lawrence Welk
- 1976 – 50 Lawrence Welk Favorites (Ribbon Enterprises, Inc., R-100) a nome Lawrence Welk, raccolta 4 LP
- 1977 – 22 of the Greatest Waltzes (Ranwood Records, R 7004) a nome Lawrence Welk, raccolta 2 LP
- 1978 – My Personal Favorites (Ranwood Records, R 8183) a nome Lawrence Welk
- 1978 – Kellogg's Presents the Lawrence Welk Show (RCA Special Products, DPL1-0318) a nome Lawrence Welk
- 1978 – Hallelujah (Ranwood Records, R 8184) a nome Lawrence Welk
- 1979 – Live at Lake Tahoe (Ranwood Records, RAN 10001) a nome Lawrence Welk, live 2 LP
- 1979 – Lawrence Welk's Dancin' (CSP Records, P2 15021) a nome Lawrence Welk
- 1980 – Rememb'ring the Sweet & Swing Band Era Volume I (Ranwood Records, R 8191) a nome Lawrence Welk, raccolta
- 1980 – Rememb'ring the Sweet & Swing Band Era Volume II (Ranwood Records, R 8192) a nome Lawrence Welk, raccolta
- 1980 – Reminiscing Vol. 2 (Ranwood Records, R 8195) a nome Lawrence Welk, raccolta 2 LP
- 1981 – Joey, Lawrence, Myron (Ranwood Records, R 8202) a nome Joey Schmidt - Lawrence Welk - Myron Floren
- 1982 – The Very Best of Lawrence Welk (Heartland Music, HL 1001) a nome Lawrence Welk, raccolta
- 1982 – 22 All-Time Big Band Favorites (Ranwood Records, R 7023) a nome Lawrence Welk, raccolta 2 LP
- 1982 – Merry Christmas from Our House to Your House! (Ranwood Records, R 2000) a nome Lawrence Welk and His Orchestra and Chorus
- 1983 – The Lawrence Welk Musical Family Reunion (Heartland Music, HL 1006) a nome Lawrence Welk, raccolta
- 1983 – 22 All Time Favorite Waltzes (Ranwood Records, R 7028) a nome Lawrence Welk, 2 LP
- 1983 – 22 Merry Christmas Favorites (Ranwood Records, R 7029) a nome Lawrence Welk, His Orchestra and Chorus, 2 LP
- 1984 – On Tour with Lawrence Welk Vol. 1 (Ranwood Records, R 4100) a nome Lawrence Welk, raccolta
- 1984 – Memories with Lawrence Welk (Ranwood Records, R 7030/2) a nome Lawrence Welk, raccolta
- 1984 – Come Waltz with Me (Ranwood Records, R 8211) a nome Lawrence Welk
- 1985 – Champagne Dance Time with Lawrence Welk (Reader's Digest, RBA/156-D) a nome Lawrence Welk and His Orchestra, raccolta
- 1986 – Reminiscing (Ranwood, R-8227-CD) a nome Lawrence Welk, raccolta
- 1986 – Dance to the Big Band Sounds (Ranwood Records, R-8228-CD) a nome Lawrence Welk
- 1989 – 16 Most Requested Songs (Columbia Records, CK 45030) a nome Lawrence Welk, raccolta
- 1990 – Salutes the Big Bands (Ranwood Records, RBO 2012) a nome Lawrence Welk, raccolta
- 1991 – Lawrence Welk Plays a 50-Year Hit Parade of Songs (Reader's Digest, RCD-046/CD) a nome Lawrence Welk, raccolta 3 CD
- 1992 – A Musical Anthology#1 (Ranwood Records, RD3-1004/1) a nome Lawrence Welk, raccolta
- 1992 – A Musical Anthology#2 (Ranwood Records, RD3-1004/2) a nome Lawrence Welk, raccolta
- 1992 – A Musical Anthology#3 (Ranwood Records, RD3-1004/3) a nome Lawrence Welk, raccolta
- 1992 – Christmas with Lawrence Welk (Pilz Records, 445463-2) a nome Lawrence Welk, raccolta